# オーガズム後疾患
オーガズム後疾患（POIS、英語: postorgasmic illness syndrome）は、オーガズム（主に男性の射精）の後に慢性的な身体的・認知的症状を呈する症候群である。オーガズム後症候群、射精後疾患とも呼ばれる。2002年に初めて正式に報告された。

## 概要
オーガズム後疾患とは、オーガズム後に数日間体調が悪くなる症候の総称である。女性でも報告例がいくつかあるが、本ページでも射精に伴うものをオーガズム後疾患として扱う。オーガズム後疾患には明確な基準は設定されておらず、原因も不明であり、治療法も確立されていない。これは、実際に医療機関等で診察された人（サンプル数）が圧倒的に少ないことに起因する。奇病と扱われている。
症状は制御不能のだるさ、疲弊、鼻づまり、コミュニケーション力低下、集中力大幅低下、いらいら、うつ病的症状、発汗・多汗、頭痛、目がしょぼしょぼ、喉への影響、筋力低下、脚が重い、記憶力低下などであり、生活に直結する。射精すると体調が悪くなり、射精後1日間〜数日間、明らかに体調や生理現象のパターンが通常と異なり、そしてそのことが自分のスケジュール調整や行動に影響を与えているとするならば、オーガズム後疾患といえるかもしれない。
2019年現在、オーガズム後疾患の患者として診断されているのは世界で100人余りである。しかし、英語のみで交流されているインターネットフォーラムにおいても1000人以上が参加しており、この違いは、多くの医療専門家がこの疾患を認識しておらず、POIS が診断不足および報告不足であることで説明できる。実際の患者数は不明であり、日本でも報告されていない潜在的な患者数は多いと考えられる。

## 定義と症状
2011年のウォルディンガーらの研究は、以下の5つの定義をオーガズム後疾患の判断基準として提示した。この研究時点では、40人程度の報告である。
1. 7つの症状クラスターのうちから1つ以上の症状が発生する。
2. 症状は射精後ただちに（秒単位〜数分・数時間以内に）発生する。
3. 症状はすべての射精（90%以上）の後に発生する。
4. これらの症状は2日〜7日程度続く。
5. 症状は自然に消える。
しかし、後の研究や、患者の掲示板などでの要望により、3と4は以下に変更された。
3′. 症状は、自慰行為/セックス/夢精のうちどれか1つ以上の射精条件では、毎回（90%以上）発生する。
4′. これらの症状は1日〜10日程度続く。
3が変更されたのは、実際に自慰行為・セックス・夢精のうちどれかでは症状が出ないという人も多く存在するからである。また、1で述べられている7つの症状クラスターとは、以下のことである。
- 全般（過度な疲労、動悸、健忘失語〈適切な言葉を思い出すのが難しい〉、思考散乱性言語、構音障害、集中力障害、いらいら、聴覚過敏、羞明、うつな気分）
- 風邪（熱、発汗、悪寒、前駆症状、耐寒性）
- 頭（頭痛、ブレイン・フォグ[注 1]、頭が重い）
- 目（焼灼感、充血、視力のぼやけ、目の痛み、水のような分泌物、目のかゆみ）
- 鼻（鼻づまり、鼻水〈水のような〉、くしゃみ）
- 喉（まずい味、口渇、喉の痛み、くすぐり咳、ハスキーボイス）
- 筋肉（背中や首の筋肉の張り、筋力低下、痛み、脚が重い、筋肉のこわばり）

## メカニズム
原因としては、精液アレルギーであるという説が優勢だが、内分泌系や自律神経系の乱れによるとする説もある。
アレルギー反応であるという説は、減感作療法で治ったという報告がある点（ただし数人の事例である）や、患者の多くがプリックテストで陽性だった点（ただし、この実験にはコントロールがない）、抗ヒスタミン薬やナイアシンなどのヒスタミンを操作するような薬品で症状が緩和されたという点と一貫性がある。この反応は、自己精液ペプチドまたは破壊された尿道内皮細胞から放出されたペプチドが、尿道内粘膜上皮に接触・取り込まれ、リンパ節のT細胞帯にて精液抗原とナイーブT細胞と複数回接触することで一連の反応が開始するI型アレルギー症状であるという仮説である。同じアレルギー反応説でも、IgE反応ではなくオピオイド離脱時のようなの脳内の化学的不均衡が症状の基盤であるという説もある。アレルギー反応説のイメージとしては数日間に薄く引き伸ばしたアナフィラキシーショックとでもいうべきだろうか。しかし、症状がアレルギー反応だけで説明しがたいものが多かったり（遅延型アレルギーと似ている症状もあるが）、3'の背景にあるように、ある射精条件、例えば夢精では症状が出ない人がそれなりの割合で報告されていることなどの理由を説明できない。実際に、免疫反応であると仮定した治療法には失敗例があるほか、アレルギー反応とは別の原因があるという証拠も発表されている。

## 治療
治療法は確立されていない。研究がなされた治療法は十分とはいえず、ここでは、オーガズム後疾患についてのある掲示板に掲載されている内容も含めて記載する。ほとんどが事例報告である。

### 陰茎連続パルス療法
減感作療法
減感作療法で治癒したと正式に報告されている事例は極めて少なく、2, 3例である。10年経っても成功例は増えず、減感作療法での治癒を報告した本人ですら、この説をもう信じていない。
抗ヒスタミン薬
抗ヒスタミン薬の効果が数多く報告されている。しかし、効果がない場合も多く、有効な抗ヒスタミン薬の種類・量・服用方法は人によって異なる可能性もあることにも留意する必要がある。

### オマリズマブ
抗IgEモノクローナル抗体のオマリズマブはアレルギー症状の根本的な部分を抑える効果がある。他の治療で十分に改善しなかった患者に対し、オマリズマブを誤って容量を多く投与した結果、症状が改善した事例がある。
テストステロン量の操作
男性ホルモンであるテストステロンのレベルを上昇させるような治療を行い、解消されたという事例が報告された。本件に関しては、2020年に日本の事例も報告された。
ベンゾジアゼピン
うつ剤であり、個別の事例報告が掲示板等で多い。
選択的セロトニン再取り込み阻害薬（SSRIs）
選択的セロトニン再取り込み阻害薬の有効性も指摘されている。テストステロン投与との併用により改善した例もある。
バチルスコアギュランスとフラクトオリゴ糖を含むプロバイオティクス
Fainberg et al.（2020）に記載。
ナイアシン
ナイアシンは重要なビタミンBの1つだが、非常に強力なツールである。ナイアシンを使用した人は、80〜100%の症状を軽減すると言う。ナイアシンの摂取方法は注射または錠剤がある。錠剤の場合、2種類あり、1つはニコチン酸（フラッシュタイプ）、もう1つはナイアシンアミド（非フラッシュタイプ）である。結果が現れたほとんどの人はフラッシュタイプを利用していた。成功例の多くは、射精数時間前にナイアシンを服用し、副作用でナイアシンショックを、程度は小さくても感じるようなレベルで服用している。原理は不明だが、アレルギー反応を引き起こすヒスタミンと関連していると考えられている。射精後、または極めて直前に服用すると逆に症状が重くなるという報告もあるため、注意が必要である。服用時までの生活や、自身のヒスタミンへの抵抗性や分解する力、肥満細胞の状況等に応じて、成功率や、重症化/軽症化する時間（射精時間との関係）は変化すると考えられる。
フェヌグリーク
フェヌグリークは、ハーブやスパイスとして広く使用されている。フェヌグリークとオーガズム後疾患を関連付けた研究はまだない。フェヌグリークを用いた研究は、糖尿病に関するものに関してはばかりで、I型糖尿病患者の血漿グルコース取り込みを促進することがわかっている。理由は不明であるが、一部の人はフェヌグリークでオーガズム後疾患の症状が改善されたと主張している。
アデロール
この薬は注意力が不足する人を助けることを目的としているが、健常な人が利用すると刺激効果を得て活動を高速化できる。オーガズム後疾患にとっては、刺激と疲労軽減効果があるため魅力的なものとなっている。しかし、日本では違法薬物になるので用いることはできない。
ノコギリヤシ
ハーブの一種。前立腺肥大症や脱毛に効くことが示されている。成功例は少ない。アレルギー説より内分泌説に立った処置であるといえる。ただ、これが効くなら他の食品も効くと考えられる。
リローラ
ハーブサプリメントであるリローラ（Relora）が症状を大幅に改善し、中には症状を完全に解消したというケースまで報告されている。効果のあった報告では、リローラの服用がbrain fogを解消し、集中力を解消、動悸を減らすことが分かっている。販売者の説明書どおりに継続的服用をする人もいれば、オーガズムの前または後のみに服用する人もいる。作用の機序は知られていないが、製造者はコルチゾールを減らすことによりストレスを解消すると主張している。
ビタミンB12
脳の機能とエネルギーに重要であり、体内でいくつかの役割を果たす。オーガズム後疾患に対する良い結果が複数得られている。ビタミンBが効く背後にある理論としては、脳の神経伝達物質の補充や、射精後に失われたものを補充し、体内で生成される過剰なヒスタミンを減らす、などがある。
ホスファチジルセリン（PE）
ホスファチジルセリンは、細胞内で自然につくられるリン脂質である。認知を高める効果があると宣伝されているが、科学的根拠はない。2003年、FDA（アメリカ食品医薬品局）は、「PSと認知機能障害のリスク減少の関係があると有資格の専門家との間で科学的合意を得たことはない」と声明をだした。興味深いことに、このサプリメントはbrain fogを晴らし、集中力を回復するという観点から、オーガズム後疾患の症状を「少し」緩和する。PSの製造業者は受容体部位の数を増やすことで脳細胞間の情報伝達が強化されると公然と主張している。
にんにく
にんにくがオーガズム後疾患の症状を緩和させたという報告がある。
非ステロイド性抗炎症薬（NSAID）
非ステロイド性抗炎症薬（NSAID）であるジクロフェナクによる症状緩和の成功例が報告され、他の患者にも試されたことがあったが、失敗することも多かった。国内でもNSAIDが症状緩和に寄与したという事例が報告されており、この事例ではセレコキシブがジクロフェナク同程度の効果を示したとされている。イブプロフェンが数名の症状を改善した報告や、ナイキサンが倦怠感等の全身症状を減少させたという報告もある
遅発性筋肉痛（DOMS）と同じ治療法
Sonkodi et al.（2021）には、オーガズム後疾患は遅発性筋肉痛と同じメカニズムを包含しているため、スペルミジンを多く摂取するなど、DOMSのメカニズムに沿った治療法が効く可能性を示唆している。しかし、この論文ではオーガズム後疾患の病理や既存の治療法が正しく記述されておらず、聞き取りや実験を何も行われていないことに注意する必要がある。

### シロドシン
α1A遮断薬であるシロドシンをオーガズムの数時間前に服用することで、調査された半数の患者において、精液が出なくなり（ただし、オーガズムは感じる）、症状も緩和したという報告がある。
上記の他、最初の射精から症状が発生する先天性の場合と、人生の途中から症状が現れるようになる後天性の場合の両方が報告されている。また、オーガズム後疾患患者の大部分が早漏であることが明らかになっている。しかし、オーガズム後疾患患者はその特性上、社会生活を営む上であまり射精頻度を上げられず、そのために早漏の人が多いのではないかとも指摘されている（疑似相関）。
また、オーガズム後疾患の患者は射精時にオキシトシンの大量放出もなされており、これにより認知が妨げられている可能性がある。